# Vegas (DJ)
Paulo Vilela Veiga (Joinville, 11 de setembro de 1987), conhecido pelo nome artístico Vegas, é um DJ e produtor musical brasileiro de psytrance. Atuante desde 2010, Vegas é reconhecido como um dos maiores nomes da música eletrônica no Brasil e tem se apresentado em diversos países e festivais de renome internacional. É fundador da gravadora Synk87, ao lado de Waio e V. Falabella, e possui três álbuns de estúdio: Good Things (2017), Caixa Mágica (2019) e Tempoo (2022).
Vegas já colaborou com artistas como Hi Profile, Mandragora, 4i20, Upgrade, Phaxe, Waio, WhiteNo1se, Vini Vici, Major7, Paranormal Attack, Henrique Camacho, Juno Reactor e Vermont. Seu trabalho foi lançado por gravadoras como Synk87, Alien Records, Vagalume Records, X7M Records, Blue Tunes Records, Tesseract, Spin Twist Records e Spinnin' Records.

## Biografia
Paulo Vilela conheceu o psytrance em 2004 e, desde então, não se afastou do gênero. Seu primeiro projeto musical foi o Double Collision, em parceria com James Medeiros. Desde a adolescência, apaixonou-se pela discotecagem e, aos 16 anos, começou a produzir suas próprias músicas em seu primeiro computador.
Em 2010, criou o projeto solo Vegas, focado no progressive trance. Com sonoridade marcada pelo groove brasileiro e referências nacionais, Vegas conquistou espaço nos cinco continentes, se apresentando em mais de 18 países. Reconhecido pelo público como o "#produtonacional", tornou-se um dos artistas mais ouvidos no Spotify Brasil no segmento da música eletrônica.
Sua relevância extrapola o universo da música: a faixa "Akasha" foi trilha para a Seleção Brasileira de Ginástica Artística Feminina em apresentações no Jogos Pan-Americanos de 2019 e nas Jogos Olímpicos de Verão de 2020 em Tóquio.

## Carreira
Vegas já se apresentou em alguns dos principais festivais do mundo, incluindo Universo Paralello, Garden Music Festival, Ultra Music Festival (Brasil), Airbeat One, XXXperience Festival, Tribe, Kaballah, Tomorrowland Brasil, Airbeat One (Alemanha) e Tomorrowland (festival) (Bélgica). Também foi destaque em eventos multiculturais como o Rock in Rio (em duas edições) e Planeta Brasil.
Nos clubes, levou sua música a pistas renomadas como Green Valley, Anzu Club, Mandallah, El Fortin Club e The Garden. Sua carreira é marcada por sets energéticos, sonoridade emotiva e presença de palco vibrante.

### Webra
Webra é um projeto paralelo de Vegas, em parceria com Waio, que explora outras sonoridades da música eletrônica além do progressive psytrance. Com uma abordagem mais experimental e estética distinta, Webra oferece ao artista a liberdade de criar fora da identidade sonora do Vegas.

### Synk87
Em 11 de setembro de 2020, Vegas e o produtor Waio (Fernando Seca), compartilhando a mesma data de nascimento (11 de setembro de 1987), lançaram o selo brasileiro de psytrance Synk87. A ideia surgiu após ambos amadurecerem o desejo de criar uma plataforma própria para seus lançamentos, com controle total sobre marketing, arte e estratégias de divulgação.
A gravadora é idealizada em parceria com a agência Season Bookings, contando ainda com o apoio de Vitor Falabella, CEO da agência e encarregado da curadoria e gestão administrativa do selo SYNK87.
O primeiro lançamento oficial do selo foi a faixa "Badegum", uma colaboração dos próprios criadores da gravadora Vegas e Waio, que serve como manifesto da identidade artística da nova casa. O selo já figura em diversas plataformas digitais e conta com uma discografia crescente, incluindo lançamentos recentes como Butterfly, Whispers of Time, e outras faixas de ambos os fundadores, além de incluir artistas como Phaxe, Henrique Camacho, Zanon, Webra, entre outros.

### Artqa
Em 2025, Vegas fundou, ao lado do produtor e engenheiro de áudio Basscannon (Rafael Jacondino), o Artqa Audio Solutions, um centro cultural e estúdio de mixagem, masterização e mentoria técnica localizado em Florianópolis (SC). O projeto nasceu da união entre suas trajetórias como artistas e da busca por um espaço que combinasse excelência técnica, sensibilidade artística e conexão com a natureza.
O Artqa foi construído do zero e abriga dois estúdios gêmeos projetados pela Redi Acoustics, referência internacional em engenharia acústica. Com um setup híbrido que combina equipamentos analógicos de ponta com tecnologia digital de última geração, o estúdio se propõe a oferecer soluções sonoras de alto nível para artistas do Brasil e do exterior, atuando exclusivamente de forma online.
Segundo Vegas, o Artqa representa “o reflexo da nossa trajetória, um espaço construído com tudo o que acreditamos: escuta, detalhe, respeito à identidade e amor pela música”. Além dos serviços de mixagem e masterização, o estúdio também oferece mentorias e feedbacks personalizados, com foco na evolução técnica e artística dos produtores.
Inspirado pela energia natural da Ilha de Santa Catarina e pela filosofia do surf, o Artqa tem como missão ativar a criatividade com intenção, tratando cada faixa como uma obra única e conduzindo os artistas a alcançarem a melhor versão de sua música.

## Discografia

#### Álbuns de estúdio
- Good Things (2017, Alien Records)
- Caixa Mágica (2019, Alien Records)[17]
- Tempoo (2022, Synk87)[18]

#### Singles importantes
- "Talking to the Stars" (2012)
- "Answer from the Stars" (2013)
- "Pratigi" (2016)
- "Akasha" (2017)
- "Sequence (Vegas Remix)" (2017, original Major7)
- "Imaginarium (Vegas Remix)" (2019, original Aura Vortex)
- "Elipsy" (2019)
- Meditatiohm (2020)[19]
- "Down (Vegas & Vini Vici Remix)" (2022, original de Illusionize)[20]
- "Erva da Jamaica (ft. Coketel Molotv)" (2023)[21]
- "Jiboya" (2023)
- "Força do Rapé (ft. Astral Flowers)" (2023)
- "Sitar (Vegas Remix)" (2024, original Henrique Camacho)
- "Butterfly" (2024)[22]